# Чам-мона
Чам-мона (также чам-мвона, чам-мвана, диджим, бвилим; англ. cham-mona, cham-mwona, cham-mwana, dijim, bwilim; самоназвание: dìjím, bwilǝ́m) — адамава-убангийский народ, населяющий восточную часть Нигерии, область на правом берегу Бенуэ в её среднем течении к западу от реки Гонгола (районы Баланга и Калтунго штата Гомбе, а также район Ламурде штата Адамава). Рядом с областью расселения чам-мона находятся этнические территории ваджа, лонгуда, тула и других народов.
По оценкам, опубликованным на сайте организации Joshua Project, численность народа чам-мона составляет около 43 000 человек.
Выделяются две субэтнических общности чам-мона — диджим и бвилим.

## О названии
Единого самоназвания у народа чам-мона нет. Самоназвание этнической общности диджим — níi dìjí (в единственном числе), dìjím (во множественном числе), самоназвание этнической общности бвилим — níi bwilí (в единственном числе), bwilǝ́m (во множественном числе). Встречаются также такие локальные названия группы диджим, как «чам» (cham, cam) и «киндийо» (kindiyo). Этническая группа бвилим более известна под экзоэтнонимом «мона» (mona) с вариантами произношения «мвона» (mwona), «мвана» (mwana), «мвано» (mwano) и «мвомо» (mwomo). Это название группе бвилим дали представители народа хауса. Одним из локальных вариантов названия бвилим является «фитилай» (fitilai) — по наименованию одного из крупных селений этнической общности бвилим.

## Язык
Народ чам-мона говорит на языке дикака адамава-убангийской семьи нигеро-конголезской макросемьи (другие названия — «диджим-бвилим», «чам-мона» и «чам»). Данный язык представляет собой диалектный пучок, состоящий из двух близкородственных диалектов — диджим и бвилим (самоназвания — dijim, bwilǝ́m). В классификациях языков адамава, представленных в справочнике языков мира Ethnologue и в «Большой российской энциклопедии», язык дикака вместе с языком цо входит в состав подгруппы чам-мона группы ваджа ветви ваджа-джен. С недавнего времени создана письменность на базе латинского алфавита. На диалекте диджим помимо представителей народа чам-мона также говорят представители этнической общности джалабе, их родной язык джалаа (чен туум) ограниченно используется в основном представителями старшего поколения джалабе. Численность говорящих на языке дикака, согласно данным, опубликованным в справочнике Ethnologue, составляет около 25 000 человек (1998).

## Религия
Около половины всех представителей народа чам-мона придерживается традиционных верований (50 %), чуть менее половины исповедует христианство (46 %), имеется также небольшая группа мусульман (4 %).

## Культура
Для культуры и быта народа чам-мона характерны своеобразные элементы, общие с элементами культуры и быта народов, живущих в среднем и верхнем течении реки Бенуэ (джен, лонгуда, га’анда, юнгур и других). В условиях относительной изоляции холмистой местности в удалении от центров ранних государственных образований Нигерии и Камеруна у этих народов сформировались особые, характерные только для данного региона, обычаи. В частности, народы верховьев Бенуэ используют в ритуальных обрядах керамические сосуды антропоморфной формы, в то время как в соседних регионах для подобных обрядов используются деревянные статуэтки и маски. Исследователи отмечают сходный стиль в изготовлении сосудов у народов чам-мона и лонгуда, из-за чего происхождение сосуда нередко бывает трудно идентифицировать. Среди прочих ритуальных практик у чам-мона особо выделяют обряды лечения — болезнь в процессе определённого ритуала, проводимого знахарем племени, передавалась от больного к сосуду. После такого ритуала сосуды становились опасными для людей, поэтому их увозили в скалистые труднодоступные районы.

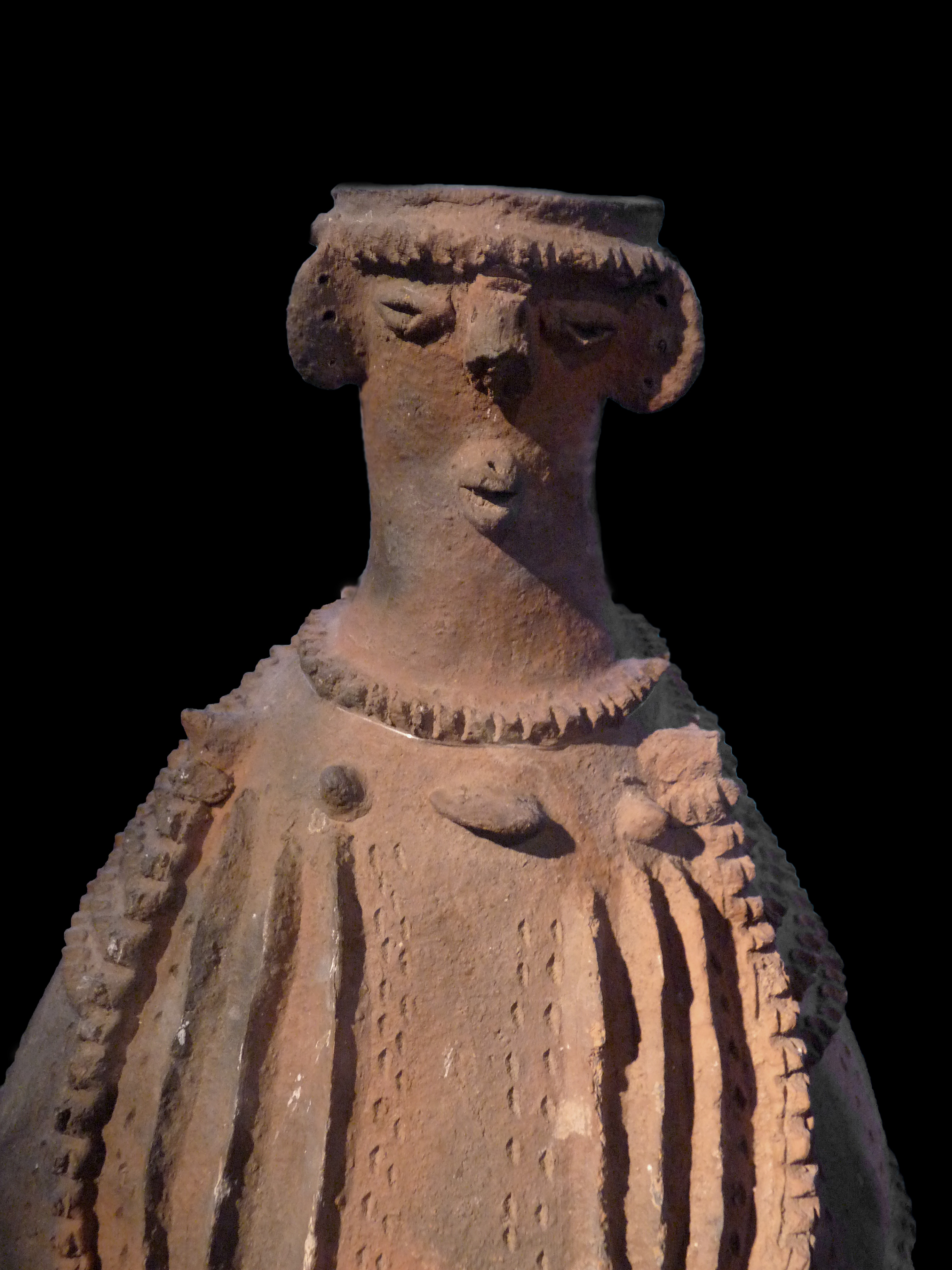
Керамический сосуд чам-мона (Художественный музей Индианского университета)
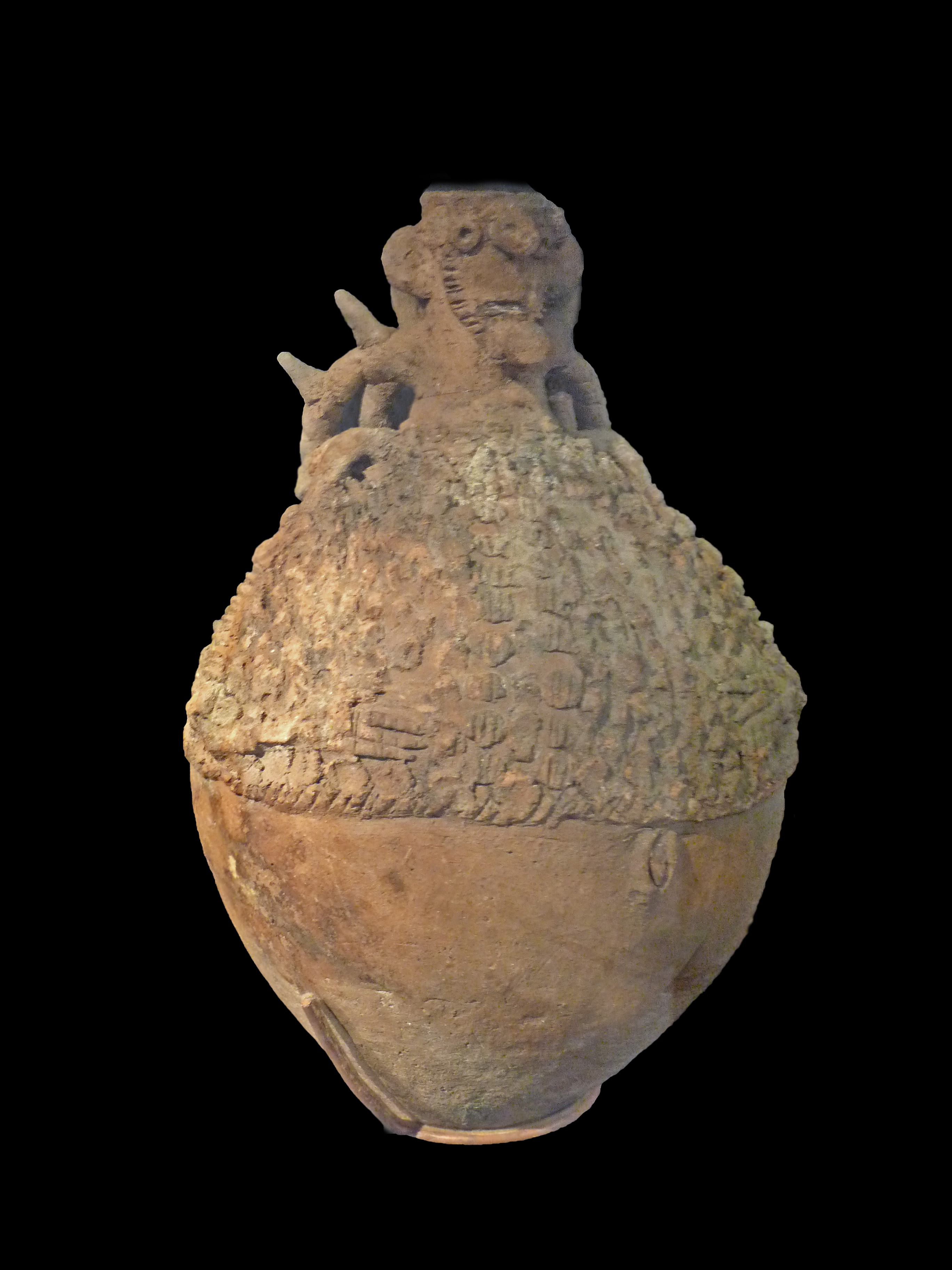
Керамический сосуд чам-мона (Музей Фаулера[англ.])
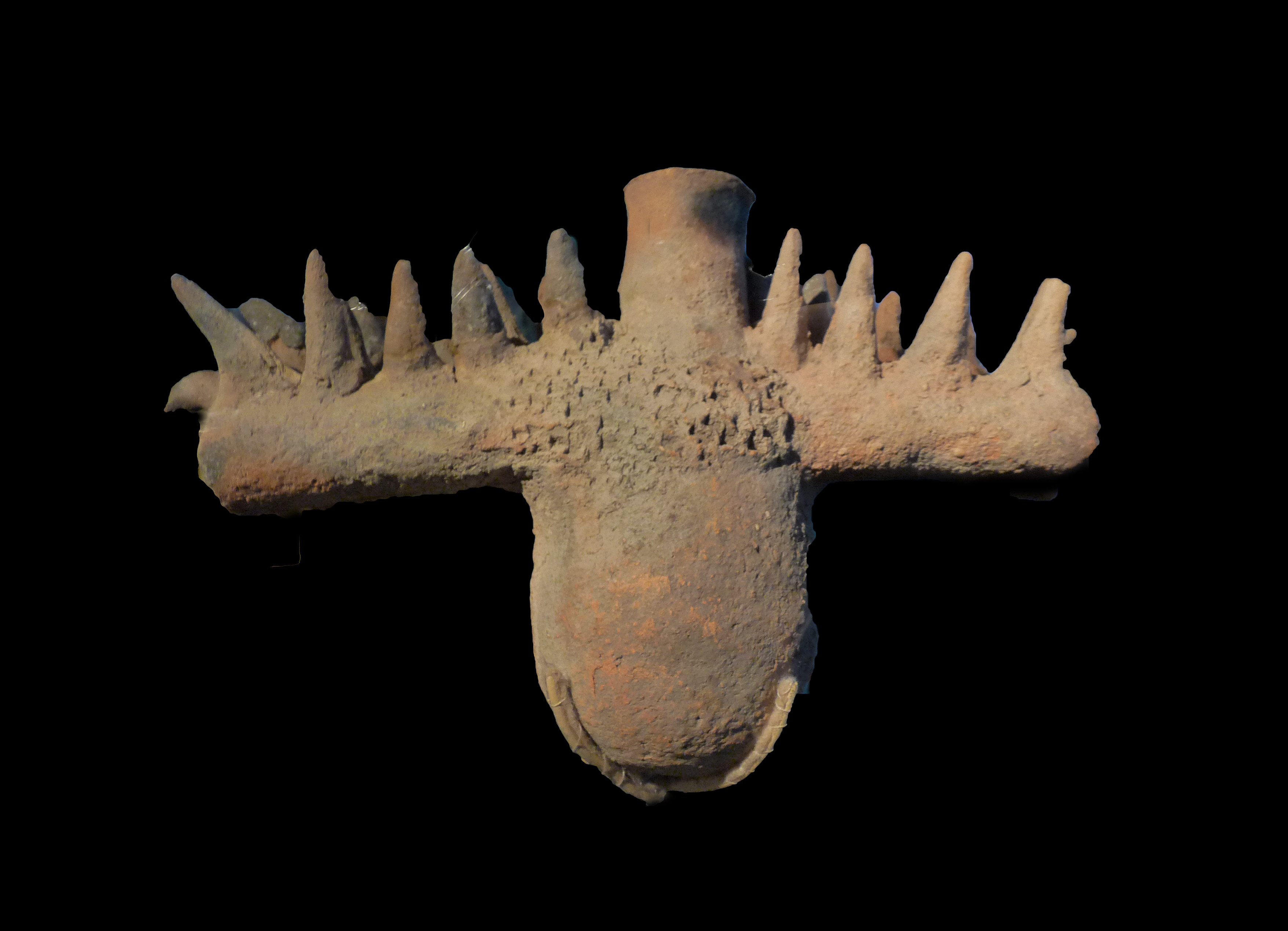
Керамический сосуд чам-мона (Музей на набережной Бранли)
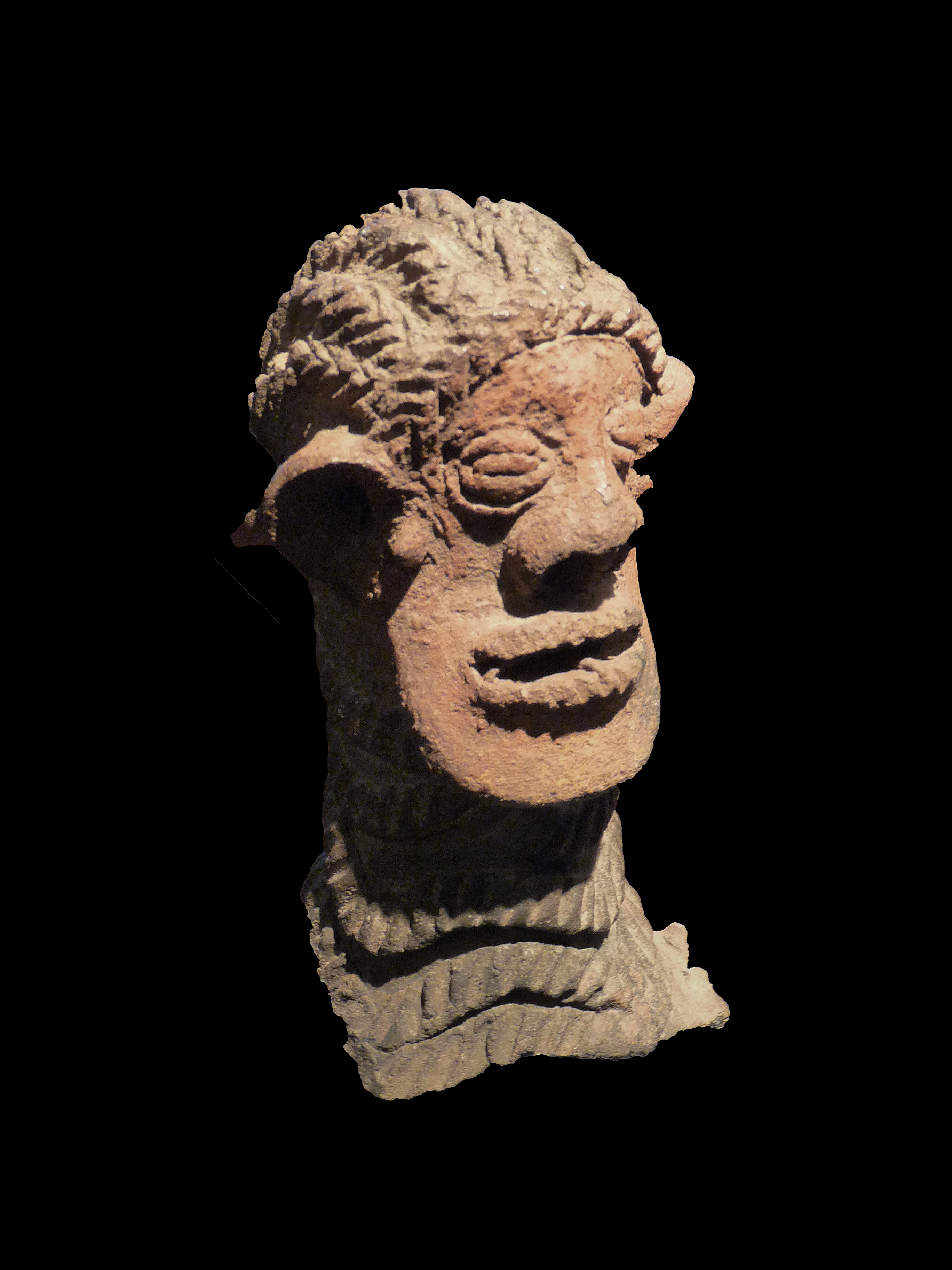
Фрагмент сосуда чам-мона или лонгуда (Британский музей)
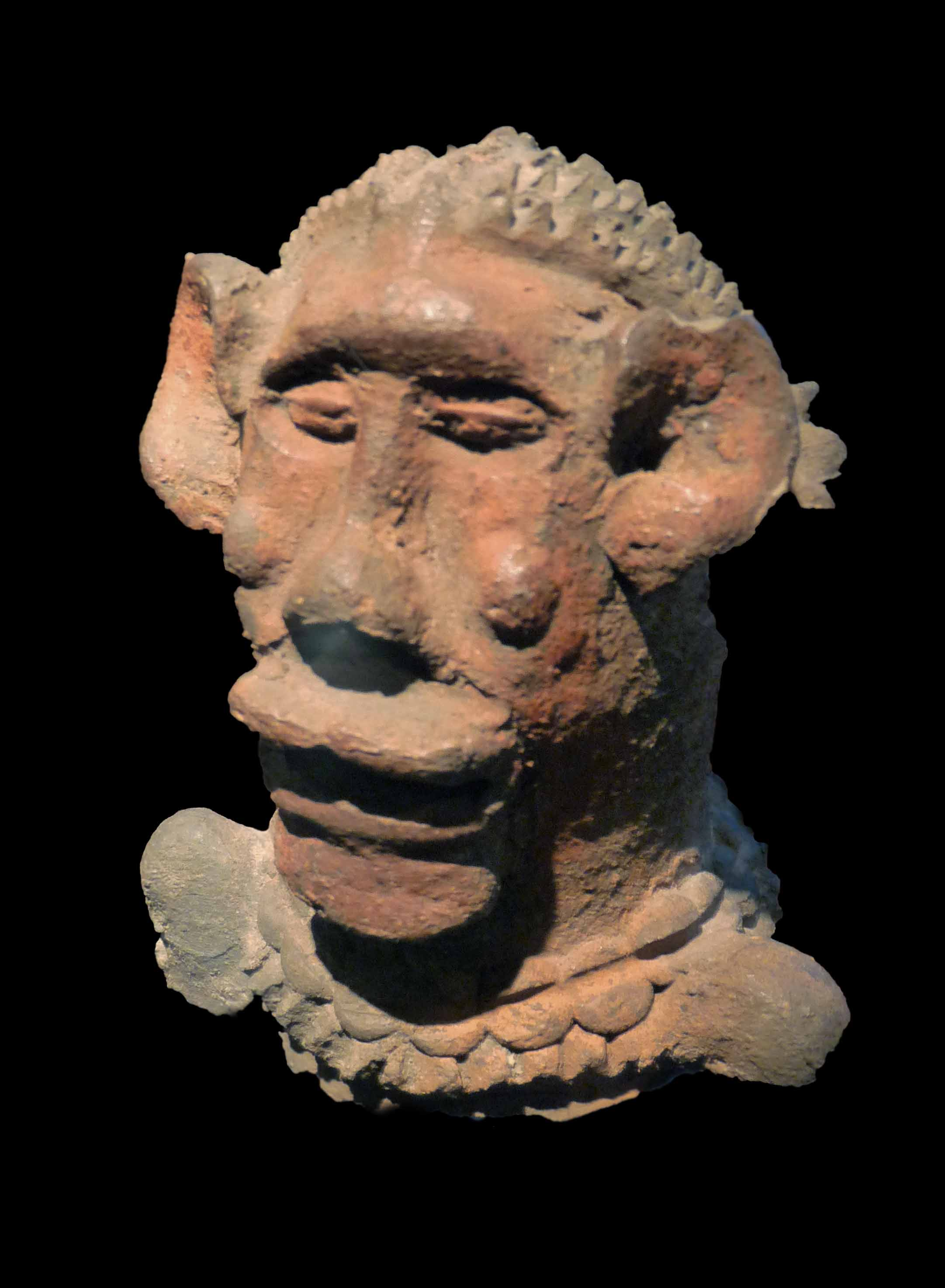
Фрагмент сосуда чам-мона или лонгуда (Британский музей)